# Eleccions legislatives austríaques de 2019
Les eleccions legislatives austríaques de 2019 es van celebrar el 29 de setembre de 2019 per renovar els 183 diputats del Consell Nacional, la cambra baixa del parlament d'Àustria. Aquestes eleccions anticipades van ser convocades després de l'esclat de l'afer Eivissa, en que sortia implicat el vicecanceller d'Àustria i que va causar la caiguda del govern de Sebastian Kurz i la posterior dissolució del parlament.

## Antecedents
Després de les eleccions de 2017, el Partit Popular d'Àustria (ÖVP) i el Partit de la Llibertat d'Àustria (FPÖ) van formar un pacte de govern, ja que els dos partits sumaven majoria absoluta al Consell Nacional. Els socialdemòcrates (SPÖ) van quedar-se a l'oposició juntament amb la Llista Pilz i el partit liberal NEOS. Els Verds es van convertir en força extraparlamentària perquè van aconseguir menys d'un 4% dels vots.
El 4 de novembre de 2017, el cap de llista de la Llista Pilz, Peter Pilz, va anunciar que renunciava a l'escó per les acusacions d'assetjament sexual. No obstant, un cop la fiscalia va desestimar les acusacions, va demanar la seva re-acceptació com a diputat, que va ser possible per la dimissió d'un altre diputat del mateix partit. Durant la investidura de Pilz, gairebé totes les diputades van sortir de l'hemicicle.
El 7 de maig del 2018, Matthias Strolz va anunciar la seva renúncia com a líder de NEOS per causes personals però també al·ludint als èxits electorals del partit des de la seva creació el 2012. El 23 de juny del 2018, Beate Meinl-Reisinger va ser escollida la nova líder del partit en un congrés a Viena.
El 20 d'agost de 2018, Maria Stern va ser escollida presidenta de la Llista Pilz en un congrés del partit a Viena. Durant el congrés es va presentar el nou nom del partit: JETZT! (ARA! en català).
El 18 de setembre de 2018, el cap de l'oposició Christian Kern va anunciar la seva dimissió com a líder dels socialdemòcrates. El 22 de setembre del 2018 es va escollir a Pamela Rendi-Wagner com a nova presidenta de l'SPÖ després d'una votació en un congrés de partit a Viena. És la primera dona que dirigeix l'SPÖ.

### Eivissa-gate i caiguda del govern
El 17 de maig de 2019, es va publicar un vídeo gravat amb càmera oculta durant el mes de juliol de 2017 a Eivissa, on hi apareixien dos polítics de Partit de la Llibertat d'Àustria (FPÖ) (Heinz-Christian Strache i Johann Gudenus) prometent favors polítics i contractacions públiques a una suposada neboda d'un milionari rus. A la gravació també es mencionava altres pràctiques corruptes involucrant a donants de l'FPÖ en altres llocs.
El 18 de maig, Strache va anunciar la seva dimissió com a líder de l'FPÖ i com a vicecanceller del govern d'Àustria. Norbert Hofer, ex-candidat a la presidència d'Àustria, el substituiria com a líder. El 19 de maig, Sebastian Kurz va donar per finalitzat l'acord de govern entre el Partit Popular d'Àustria (ÖVP) i l'FPÖ i va proposar la celebració d'eleccions anticipades. El president Alexander Van der Bellen també va fer la mateixa proposta. Vuit dies més tard, el govern de Kurz va ser tombat en la primera moció de censura que s'aprovava a Àustria després de la Segona Guerra Mundial.
El dia 3 de juny, la independent Birgitte Bierlein va ser nomenada Cancellera i va formar un govern independent i tecnòcrata, compost per 12 ministres.
El dia 12 de juny es va acordar la data de les eleccions, que es van celebrar el 29 de setembre. La data va ser proposada per l'SPÖ i l'FPÖ, mentre que l'ÖVP preferia eleccions a principis de setembre. Es va decidir que les eleccions no s'haurien de celebrar durant la temporada de vacances i que tampoc coincidissin amb les eleccions a l'estat de Vorarlberg, que se celebraran el 13 d'octubre.

## Sistema electoral
Els 183 diputats del Consell Nacional són escollits per representació proporcional amb llistes desbloquejades. Cada votant pot donar tres preferències a candidats, una a nivell regional, la segona a nivell d'estat i la darrera a nivell federal. El territori se subdivideix en nou circumscripcions, corresponents als estats d'Àustria i en 39 sub-circumscripcions regionals. El nombre de diputats a escollir a cada circumscripció regional és proporcional a la població. La barrera legal és del 4% a nivell federal, encara que un partit pot obtenir un escó en l'adjudicació d'escons a nivell regional si supera el quocient. Els escons s'adjudiquen en tres nivells i en el següent ordre: a nivell de circumscripció regional, a nivell de circumscripció de l'estat i a nivell federal.
- En cada circumscripció regional es calcula el quocient Hare. Cada partit s'endú tants escons com vegades el nombre de vots del partit superi el quocient. Els escons vacants es reparteixen en les següents fases.
- A nivell de cada estat es realitzen els següents càlculs: els partits que hagin obtingut un 4% a nivell federal reben tants diputats com vegades se superi el quocient Hare calculat a nivell d'estat, menys el nombre d'escons ja assignats en aquell estat durant la fase regional.
- La resta d'escons vacants es reparteixen amb el sistema d'Hondt segons els resultats nacionals. Es pot donar el cas que un partit obtingui més escons que els que donaria el sistema d'Hondt.

## Candidatures
Els partits que es van presentar a les eleccions van ser:
- Partit Popular d'Àustria (ÖVP)
- Partit Socialdemòcrata d'Àustria (SPÖ)
- Partit Liberal d'Àustria (FPÖ)
- NEOS – La Nova Àustria i Fòrum Liberal (NEOS)
- JEZTZ – Llista Pilz
- Els Verds (GRÜNE)
- Partit Comunista d'Àustria (KPÖ Plus)
- El Canvi (WANDL)
- Partit de la Cervesa Austríaca (BIER)
- BZÖ Caríntia – Aliança de Patriotes (BZÖ)
- Partit Cristià d'Àustria (CPÖ)
- Partit Socialista d'Esquerra (SLP)
- Cada Vot Compta! (GILT)

## Resultats
|                                                                               |                                               |           |       |        |          |     |
| Partit                                                                        | Partit                                        | Vots      | %     | +/–    | Escons   | +/– |
|                                                                               | Partit Popular d'Àustria (ÖVP)                | 1.789.417 | 37,46 | +5,99  | 71 / 183 | 9   |
|                                                                               | Partit Socialdemòcrata d'Àustria (SPÖ)        | 1.011.868 | 21,18 | −5,68  | 40 / 183 | 12  |
|                                                                               | Partit Liberal d'Àustria (FPÖ)                | 772.666   | 16,17 | −9,80  | 31 / 183 | 20  |
|                                                                               | Els Verds (GRÜNE)                             | 664.055   | 13,90 | +10,10 | 26 / 183 | 26  |
|                                                                               | NEOS – La Nova Àustria i Fòrum Liberal (NEOS) | 387.124   | 8,10  | +2,80  | 15 / 183 | 5   |
|                                                                               | ARA – Llista Pilz                             | 89.169    | 1,87  | −2,54  | 0 / 183  | 8   |
|                                                                               | Partit Comunista d'Àustria (KPÖ Plus)         | 32.736    | 0,69  | −0,09  | 0        | ±0  |
|                                                                               | El Canvi (WANDL)                              | 22.168    | 0,46  | Nou    | 0        | Nou |
|                                                                               | Partit de la Cervesa Austríaca (BIER)         | 4.946     | 0,10  | Nou    | 0        | Nou |
|                                                                               | Cada Vot Compta! (GILT)                       | 1.767     | 0,04  | −0,91  | 0        | ±0  |
|                                                                               | BZÖ Caríntia – Aliança de Patriotes (BZÖ)     | 760       | 0,02  | Nou    | 0        | Nou |
|                                                                               | Partit Socialista d'Esquerra (SLP)            | 310       | 0,01  | ±0,00  | 0        | ±0  |
|                                                                               | Partit Cristià d'Àustria (CPÖ)                | 260       | 0,01  | ±0,00  | 0        | ±0  |
| Vots en blanc i nuls                                                          | Vots en blanc i nuls                          | 58.223    | –     | –      | –        | –   |
| Total                                                                         | Total                                         | 4.835.469 | 100   | –      | 183      | ±0  |
| Cens/participació                                                             | Cens/participació                             | 6.396.802 | 75,59 | –      | –        | –   |
| Font: Ministeri de l'Interior d'Àustria Arxivat 2019-10-17 a Wayback Machine. |                                               |           |       |        |          |     |

### Resultats per estat
| Estat         | ÖVP   | SPÖ   | FPÖ   | GRÜNE | NEOS  | JETZT | Altres | Participació |
| ------------- | ----- | ----- | ----- | ----- | ----- | ----- | ------ | ------------ |
| Alta Àustria  | 36,75 | 22,15 | 17,50 | 13,72 | 7,32  | 1,47  | 1,08   | 77,69        |
| Baixa Àustria | 42,32 | 19,92 | 16,41 | 10,96 | 7,67  | 1,73  | 0,99   | 80,63        |
| Burgenland    | 38,26 | 29,38 | 17,35 | 8,08  | 4,88  | 1,26  | 0,80   | 81,44        |
| Caríntia      | 34,90 | 26,16 | 19,78 | 9,51  | 6,80  | 1,67  | 1,18   | 72,44        |
| Estíria       | 38,90 | 19,23 | 18,46 | 12,98 | 7,10  | 1,70  | 1,64   | 74,79        |
| Salzburg      | 46,38 | 16,36 | 13,69 | 12,61 | 8,43  | 1,43  | 1,10   | 76,36        |
| Tirol         | 45,81 | 13,02 | 14,69 | 14,71 | 8,86  | 1,74  | 1,18   | 71,84        |
| Viena         | 24,63 | 27,11 | 12,82 | 20,69 | 9,86  | 2,96  | 1,92   | 71,98        |
| Vorarlberg    | 36,62 | 13,14 | 14,71 | 18,14 | 13,56 | 2,13  | 1,70   | 67,71        |
| Àustria       | 37,46 | 21,18 | 16,17 | 13,90 | 8,10  | 1,87  | 1,32   | 75,59        |

Partit més votat per municipi
Partit més votat per estat

## Conseqüències
L'elecció va resultar amb una victòria aclaparadora del Partit Popular (ÖVP) liderat per l'ex-canceller Sebastian Kurz. Va arrasar a les zones rurals i va quedar com a primera força a tots els estats excepte a Viena, on van guanyar els socialdemòcrates, que van obtenir el seu pitjor resultat des de la Segona Guerra Mundial. El Partit de la Llibertat d'Àustria (FPÖ), directament implicat amb l'Afer Eivissa, va perdre gairebé deu punts. Els Verds van tornar a entrar al Consell Nacional i ho van fer amb el seu millor resultat de la història, aconseguint quedar en primera força en alguns districtes de Viena. La formació liberal NEOS també va millorar els seus resultats. JEZTZ, l'escissió ecologista de Peter Pilz, va obtenir menys d'un 4% dels vots i conseqüentment va perdre els 8 diputats que tenia.
Kurtz va encapçalar el 7 de gener de 2020 un nou govern de coalició entre l'ÖVP i els Verds que entraven de nou al parlament, però va dimitir el 9 d'octubre de 2021 degut a un escàndol polític per manipulació de sondatges d'opinió, i la coalició va seguir endavant encapçalada per Alexander Schallenberg.